# سورجا
سورجا (به ایتالیایی: Sorgà) یک کومونه در ایتالیا است که در استان ورونا واقع شده‌است. سورجا ۳۱٫۵۱ کیلومتر مربع مساحت و ۳٬۱۱۵ نفر جمعیت دارد و ۲۵ متر بالاتر از سطح دریا واقع شده‌است.